# Anacroneuria coronata
Anacroneuria coronata är en bäcksländeart som beskrevs av James George Needham och Broughton 1927. Anacroneuria coronata ingår i släktet Anacroneuria och familjen jättebäcksländor. Inga underarter finns listade i Catalogue of Life.